# Victor Hasselblad
Это статья о фирме. О премии Хассельблад см. статью Премия «Хассельблад»
Victor Hasselblad AB — шведская компания, занимающаяся производством среднеформатных фотоаппаратов и фотографического оборудования. Штаб-квартира компании расположена в Гётеборге (Швеция).

## История компании
Компания была основана в 1841 году в Гётеборге как торговая компания F.W. Hasselblad & Co. Сын основателя Арвид Виктор Хассельблад интересовался фотографией и основал фотографический отдел в компании. Корпоративный веб-сайт компании Hasselblad цитирует его высказывание по этому поводу: «Я определённо не думаю, что мы заработаем на этом много денег, но, по крайней мере, это позволит нам делать фотографии бесплатно.»

### Начало деятельности
В 1877 году Арвид Хассельблад завершил строительство офисного здания, которое использовалось компанией до 2002 года.
Арвид познакомился с Джорджем Истменом (George Eastman) — основателем компании Eastman Kodak. В 1888 году Хассельблад стал дистрибьютором продукции Eastman Kodak в Швеции. Компания успешно открывала магазины и фотосалоны по всей стране. Продажи Kodak шли столь успешно, что в 1908 году была создана специальная компания Fotografiska AB.
Постепенно управление компанией переходило к Карлу Эрику Хассельбладу — внуку основателя компании. В 1924 году Виктор Хассельблад отправил Карла Эрика в Дрезден, который был в то время мировым центром оптической промышленности. Карлу Эрику было в это время 18 лет.
Карл Эрик несколько лет изучал работу оптической промышленности в Германии, Рочестере, где он познакомился с Джорджем Истменом. Из-за разногласий с семьёй в 1937 году Карл Эрик открыл свой собственный магазин и фотолабораторию в Гётеборге.

### Вторая мировая война
Во время Второй мировой войны армия Швеции захватила германский самолёт с аэрофотоаппаратом. Вероятно, это был Handkammer HK 12.5 / 7×9 (GXN). Весной 1940 года правительство Швеции обратилось к Виктору Хассельбладу с просьбой создать камеру для воздушной разведки. В апреле 1940 года он основал в Гётеборге мастерскую под названием Ross AB. Мастерская находилась в одном здании с автомастерской. Хассельблад по вечерам вместе с автомехаником и его братом разрабатывали среднеформатную камеру Hasselbladkamera Typ-HK7, в дальнейшем выпущенную для ВВС Швеции в количестве 240 штук. Камера предназначалась для рулонной плёнки шириной 80 мм.
К концу 1941 года в мастерской работали 20 человек. Военно-воздушные силы Швеции попросили создать новый фотоаппарат с большим размером негатива: 12×12 см. Новая модель получила обозначение SKa4 и стала основой для нескольких её вариантов. Всего с 1941 по 1945 год Хассельблад поставил армии Швеции 342 фотоаппарата. Также во время войны компания Hasselblad производила часы и компоненты для них. До конца войны было произведено более 95 тысяч часов.
В 1942 году умер Карл Эрик Хассельблад. Контроль над семейной компанией принял Виктор Хассельблад.

### После войны

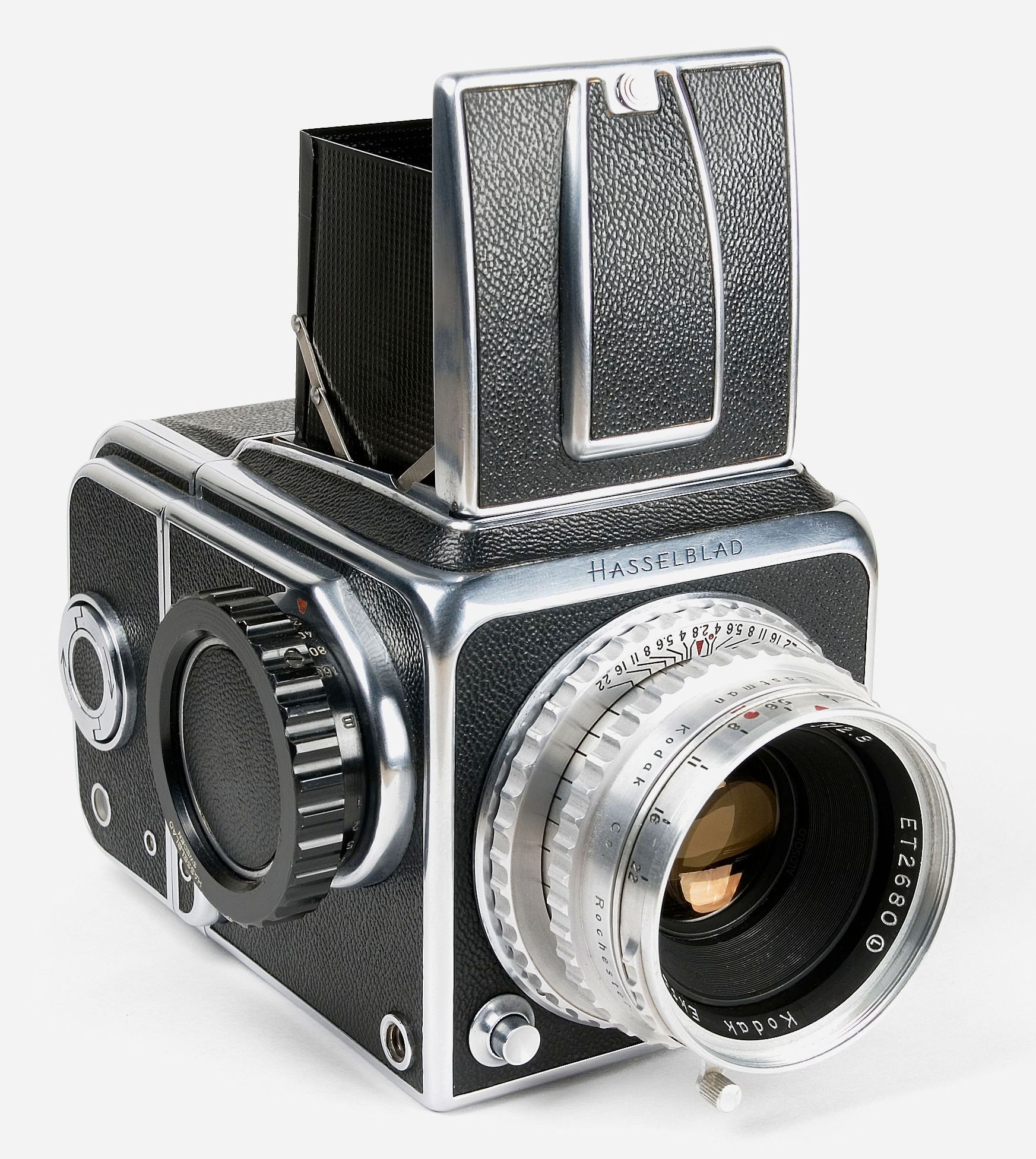
Hasselblad 1600 °F 1952 года. Размер кадра 6×6 см.

После войны компания продолжила производство часов, а также началось производство слайд-проекторов и автомобильных запчастей для компании Saab.
Виктор Хассельблад намеревался организовать выпуск высококачественных гражданских фотоаппаратов. В 1945—1946 годах он разработал первую модель в деревянном корпусе Rossex. Внутренние механизмы Rossex разрабатывал Сикстон Сасон (швед. Sixton Sason) — дизайнер Saab.
6 октября 1948 года в Нью-Йорке журналистам был представлен фотоаппарат Hasselblad 1600 °F, выпущенный опытной партией. Камера разработана конструктором Альготом Свенссоном (швед. Algot Percy Svensson) и выполнена по классической схеме однообъективного зеркального фотоаппарата, оснащённого фокальным затвором с горизонтальным движением шторок из гофрированной нержавеющей стали. Существует неподтверждённое предположение о влиянии конструкции немецкого фотоаппарата Primarflex с таким же форматом кадра 6×6 см.
Однако, уникальной новинкой стали быстросменные кассеты магазинного типа, позволяющие оперативно менять не только тип фотоматериала, но и формат кадра и даже плёнки. Эта особенность характерна для последующих «Хассельбладов» всех серий. Такое решение позволило одни и те же корпуса использовать для съёмки на обычную плёнку, комплекты моментальной фотографии Polaroid, а впоследствии и для цифровой фотографии. Прототип был очень тепло встречен фотожурналистами, и в 1949 году серийный выпуск начался в Гётеборге.
Hasselblad 1600 °F для своего времени был наиболее оснащённой системной камерой и обладал рекордно короткой выдержкой затвора для среднего формата: 1/1600 секунды. Однако, недостаточная надёжность, выявленная в процессе эксплуатации, требовала большого количества доработок, которые производились в процессе производства. В 1949 году было произведено всего около 50 штук и около 220 штук в 1950 году — они называются коллекционерами «Серия один». Вторая серия 1600 °F производилась с 1950 года по 1953 год. Всего выпущено 2859 экземпляров Hasselblad 1600 °F.
В 1953 году появился доработанный фотоаппарат Hasselblad 1000 °F. Для повышения надёжности затвора его кратчайшая выдержка была увеличена с 1/1600 до 1/1000 секунды, что отразилось в названии. Модель выпущена в количестве более 10 тысяч экземпляров и ознаменовала прекращение сотрудничества с Kodak. Для европейского рынка новые «Хассельблады» комплектовались объективами Zeiss Optron вместо Kodak Ektar, стандартными для рынка США и первых выпусков. По иронии, прекращение выпуска модели 1000 °F произошло в том же 1957 году, когда в СССР запущена её почти точная копия «Салют».
В 1954 году на выставке Photokina был представлен Hasselblad SWC с жёстковстроенным сверхширокоугольным объективом 38 мм SWA (англ. Supreme Wide Angle — сверхширокоугольный), разработанный Людвигом Бертеле из Carl Zeiss. Фотоаппарат не имел зеркального видоискателя. Вместо этого он оснащался съёмным телескопическим визиром, а фокусировка осуществлялась по шкале дистанций. Центральный затвор Synchro-Compur встроен в объектив симметричной конструкции с минимальными дисторсией и виньетированием. Несмотря на принципиальные отличия от всех предыдущих моделей, с камерой используются стандартные магазины Hasselblad для плёнки. Эта линия сверхширокоугольных камер с небольшими изменениями выпускалась до 2002 года параллельно с фотоаппаратами со сменной оптикой. В 1966 году фотоаппарат этой модели с кассетой для 70-мм плёнки был потерян в открытом космосе астронавтом Майклом Коллинзом.

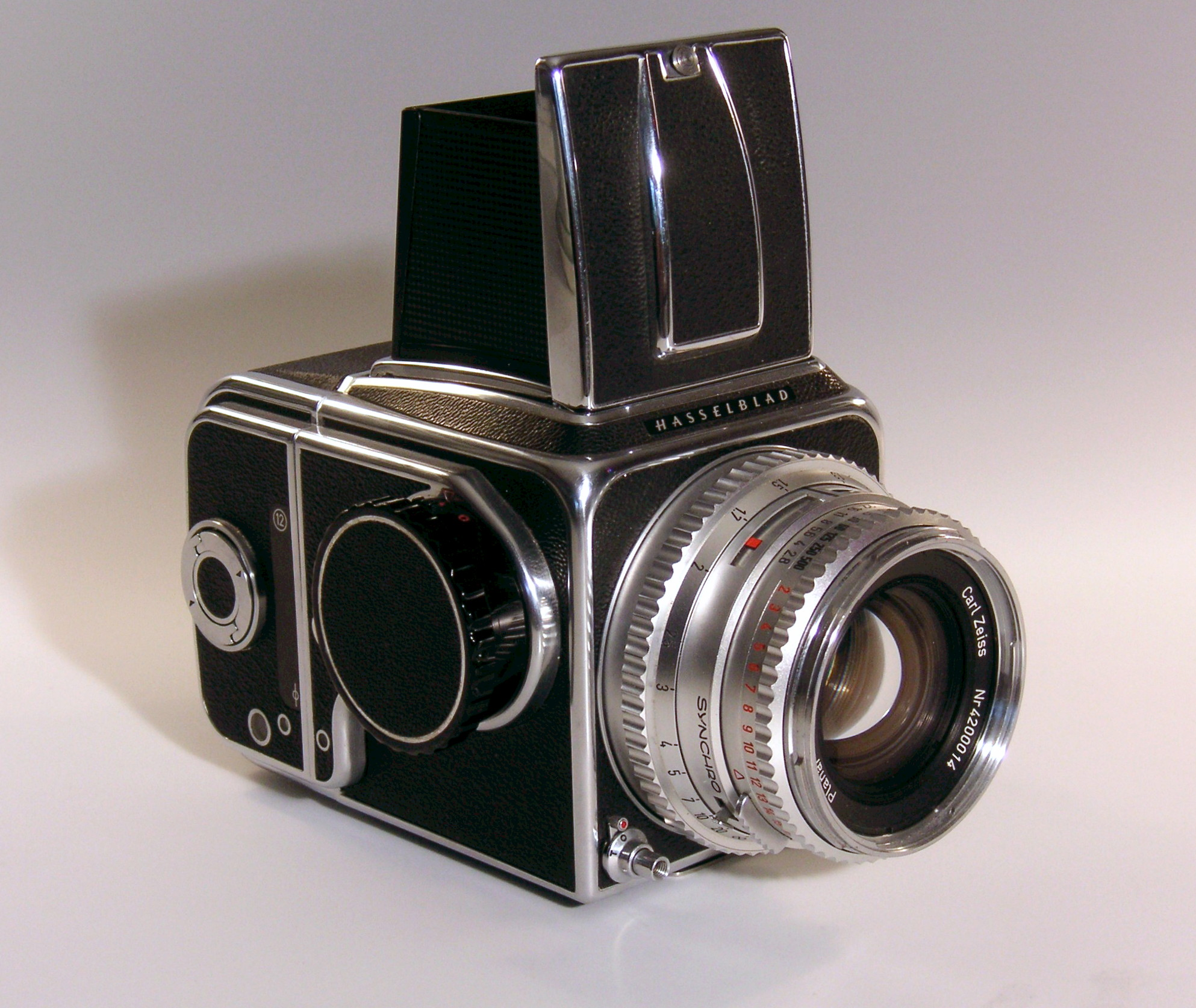
Hasselblad 500C.

В 1957 году камеру 1000 °F заменила модель Hasselblad 500 °C без фокального затвора, вместо которого установлены светозащитные створки, предохраняющие плёнку от засветки при замене объектива. Для камеры выпущена новая линейка «C» объективов с межлинзовыми центральными затворами Synchro-Compur, несовместимая с предыдущими моделями. Цифра «500» также отражает знаменатель кратчайшей выдержки затвора. Утрата коротких выдержек, доступных только фокальным затворам, стала неизбежной платой за возможность съёмки с электронной вспышкой даже на ярком солнце. Для профессиональных фотографов синхронизация фотовспышки вплоть до 1/500 вместо 1/25 была важнее, чем потеря одного деления на шкале затвора. Hasselblad 500 °C стал основой для большинства фотоаппаратов Hasselblad до 2008 года. Он положил начало системе, названной впоследствии V-system, и включающей все последующие фотоаппараты, рассчитанные на использование плёнки. В конце 1980-х годов модель 500 °C получила новое название 503 CX.
Производство фотоаппаратов стало рентабельным только в 1960 году, благодаря снижению себестоимости производства. Размещение затвора в объективах, производившихся на Carl Zeiss, удешевило сам фотоаппарат, повысив доходы компании. Кроме того, фирма продолжала продавать импортные фотоматериалы, и оставалась дистрибьютором Kodak.
В 1962 году NASA начало использовать камеры Hasselblad в своих космических полётах, и попросило компанию внести в конструкцию некоторые изменения. В результате в 1965 году была разработана камера Hasselblad 500 EL с интегрированным электроприводом. Этот фотоаппарат стал первой «моторизованной» среднеформатной камерой, догнав малоформатный Nikon F, получивший приставной мотор шестью годами раньше. Благодаря космическим программам NASA, продукция Hasselblad приобрела дополнительную популярность среди профессиональных фотографов, поверивших в её надёжность. В 1966 году Хассельблад продал компании Kodak свою фирму Fotografiska AB.
Осенью 1970 года модели 500 °C и 500 EL были модифицированы в соответствии с потребностями развивающегося фоторынка. Обе получили возможность замены фокусировочного экрана и функцию совместной работы с приставками для моментальных фотокомплектов Polaroid. В таком виде камеры стали называться 500 C/M и 500 EL/M.

### 1970-е и современность
В 1976 году Виктор Хассельблад продал компанию Hasselblad AB шведской инвестиционной компании Säfveån AB, а в 1978 году умер.
За год до его смерти, в 1977 году, на рынок выпущена новая серия камер Hasselblad 2000 FC, оснащённая фокальным затвором и совместимая как с объективами без затвора, так и со встроенным центральным затвором. Новая линейка объективов для этой камеры получила наименование «F» и не оснащалась центральным затвором, тогда как вся оптика с встроенным затвором Compur получила задним числом индекс «C». Кратчайшая выдержка нового фокального затвора с электронным управлением составила 1/2000 секунды, что отражено в названии семейства. Буквы обозначают типы затворов, доступные в камере: F — фокальный (Focal Plane) и C — центральный (Compur).
В 1982 году Carl Zeiss начал производство ещё одной линейки объективов серии CF, оснащённых центральным затвором Prontor, и пригодных для использования с «Хассельбладами» серий 500 °C и 2000 CF. Использование этой оптики с 2000-й серией камер позволяет выбирать, какой затвор использовать в зависимости от задачи: фокальный или центральный. При выборе центрального затвора фокальный переводится в режим светозащитной шторки без отработки выдержек. Для использования фокального затвора центральный отключается установкой в режим «F».
В 1984 году Victor Hasselblad AB стала публичной компанией. 42,5 % её акций были проданы на Шведской бирже акций. В 1985 году шведская компания Incentive AB приобрела 58,1 % акций Hasselblad. В 1991 году Incentive AB выкупила остальные акции, и Hasselblad вновь стал частной компанией.
В 1985 году было создано дочернее общество Hasselblad Electronic Imaging AB.
В 1991 году запущено производство новой 200-й серии фотоаппаратов, первым из которых стал Hasselblad 205 TCC. Линейка стала развитием серии 2000 CF с фокальным затвором, но дополнена электронной автоматикой. Первая модель оснащена TTL-экспонометром с точечным замером. В отличие от всех остальных моделей, использующих для измерения экспозиции сменную пентапризму, в новом фотоаппарате система измерения встроена в корпус и основана на вспомогательном зеркале, расположенном под основным. Кроме того, камера оснащена автоматическим управлением экспозицией в режиме приоритета диафрагмы. Аббревиатура «TCC» расшифровывается как «Управление тональностью и контрастом» (англ. Tone and Contrast Control) и отражает особенности управления экспозицией, основанного на зонной теории Адамса.
В 1996 году компания Hasselblad была продана компаниям UBS, Cinven и менеджерам Hasselblad.
В 1997 году запущено производство новой линейки малоформатных дальномерных фотоаппаратов Hasselblad X-pan с панорамным форматом кадра 24×65 мм. Разработка этой линейки происходила совместно с японской компанией Fujifilm.
В 2002 году запущена новая линейка фотоаппаратов под названием «H-system». При этом все предыдущие модели задним числом получили название «V-system». Аппаратура нового типа отличалась использованием прямоугольного кадра 4,5×6 сантиметров вместо квадратного, а также новой линейкой оптики под такой формат.
В 2004 году налажено производство цифровых «задников» для фотоаппаратов старой линейки «V-system». Первая модель «Hasselblad Ixpress V96C» оснащалась квадратной матрицей размером 37×37 мм с разрешением 16 мегапикселей. При этом для стандартных объективов кроп-фактор составляет 1,5.
Компания Hasselblad в 2006 году представила первый фотоаппарат новой линейки Hasselblad HxD для профессиональных фотографов, в том числе первый в мире цифровой зеркальный (среднеформатный) фотоаппарат. Он имеет разрешение матрицы цифрового задника 39 Мпикс, работает с собственным фирменным графическим форматом 3F Raw и собственными носителями информации Hasselblad. На 2013 год компания выпускает пятое поколение фотоаппаратов этой линейки.
В апреле 2013 года компания объявила о прекращении производства фотоаппаратов V серии.
В 2017 году SZ DJI Technology Co., Ltd. приобрела контрольный пакет акций Hassleblad.

## Фотоаппараты Hasselblad в космосе

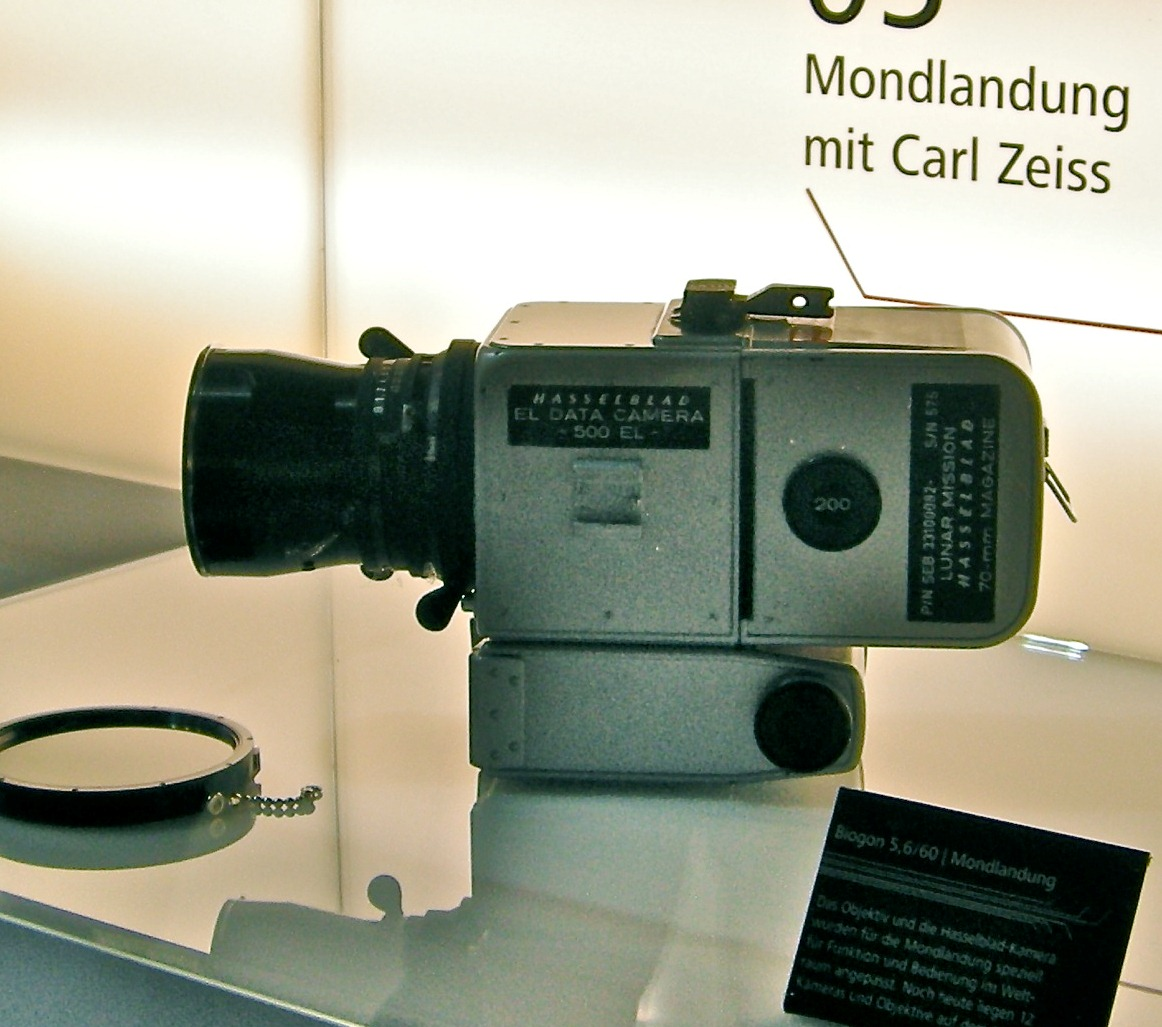
Hasselblad 500 EL Data. Такие фотоаппараты использовались на поверхности Луны

Астронавт Нил Армстронг на тренировке. Фотоаппарат Hasselblad прикреплён к скафандру A7L, наведение на объект съёмки — только изменением положения тела фотографа.

NASA выбрала камеры Hasselblad из-за высокого качества среднеформатного негатива, а также из-за преимуществ модульной конструкции, позволяющей оперативную замену не только объективов и видоискателей, но и типа фотоматериала благодаря кассетам магазинного типа.
Hasselblad 500C использовался в 1962 и 1963 годах в двух последних полётах программы «Меркурий». В 1965 и 1966 годах камера использовалось в полётах программы «Джемини». После пожара на «Аполлон-1» NASA выдвинуло дополнительные требования по безопасности электрооборудования.
Камера с электроприводом Hasselblad 500EL в первый раз использовалось на «Аполлон-8». Она получила название Hasselblad Electric Camera (HEC). Три камеры 500EL использовались на Аполлон-11. Единственными фотоаппаратами общего назначения, побывавшими на поверхности Луны в рамках американской лунной программы, стали камеры «Хассельблад». В лунном варианте зеркало было убрано, так как мешало установке специального объектива Zeiss Biogon 5,6/60. Кроме зеркала отсутствовал и видоискатель, а кадрирование осуществлялось изменением положения скафандра, к которому камера крепилась жёстко. Так же, как большинство аэрофотоаппаратов, космические «Хассельблады» оснащались стеклянным экраном, расположенным в фокальной плоскости. Кресты, нанесённые на экран, отображались на прижатой вплотную к нему фотоплёнке для компенсации неточностей измерения вследствие искривления подложки. Фотоаппараты Hasselblad 500EL не имели герметичного бокса, механизм работал в условиях вакуума. Остальное фотооборудование на борту лунных модулей состояло из специальных камер для панорамной съёмки и фотограмметрии.
Первая специально разработанная рекогносцировочная камера (КА-74) фирмы «Хайкон Мэнуфэкчуринг Компани», установленная на «Аполлоне-14», в феврале 1971 года в полете вышла из строя. В качестве замены ей была использована камера «Хассельблад» с длиннофокусным объективом 500 мм, и выбор места посадки «Аполлона-16» был сделан на основе этих фотоснимков.
Рекомендованная цена «Хассельблада» в космическом исполнении составляла в 1971 году 130 тысяч долларов США.
На поверхности Луны астронавты «Аполлон-11» пользовались версией Hasselblad EL Data Camera (HDC) со специальным объективом Zeiss 5,6/60 мм Biogon и магазином для плёнки на 150—200 кадров. Следующие лунные миссии NASA также применяли 500EL. На «Аполлон-15» был использован 250 мм телеобъектив. В программе Space Shuttle использовались версии 500 EL/M, 553 ELX, 205 TCC и 203 FE.
Все фотоаппараты, за исключением камеры корабля «Аполлон-14», которыми пользовались астронавты на Луне, там и остались. На Землю вернулись только кассеты с отснятой фотоплёнкой, чтобы не перегружать при взлёте лунный модуль корабля «Аполлон». Фотоаппарат корабля «Аполлон-14» был возвращён на Землю и сейчас экспонируется в канзасском космическом музее «Cosmosphere».
В 1984 году космонавт  Владимир Джанибеков использовал фотокамеру Hasselblad SWC для съёмок Светланы Савицкой в открытом космосе.

## Продукция

### Фототехника
- HK-7 (1941—1945)
- SKa4 (1941—1945)
- 1600 °F (1948—1953)
- 1000 °F (1953—1957)
- V System 500 °C (1957—2013)
- V System 2000 and 200 (1977—2004)
- V System Superwide (1954—2006)
- V System Flexbody (1995—2003)
- XPan (1998—2006, разработан и изготовлен компанией Fujifilm)
- H System (2002-настоящее время)
- Lunar (релиз 2012)
- X1D-50С (июнь 2016-июнь 2019) — первая в мире цифровая компактная среднеформатная беззеркальная камера
- H6D-400С MS (2018-настоящее время) — камера с технологией Multi-Shot, делающая 400-мегапиксельные изображения путем объединения четырёх 100-мегапиксельных фотографий
- X1D II 50C (2019-настоящее время)
- 907X (2019-настоящее время)
- CFV II 50C (2019-настоящее время)
- X2D 100C (2022-настоящее время)

## Интересные факты
- «Салют» — советский среднеформатный фотоаппарат, копия фотоаппарата Hasselblad 1600F[27].
- В 2015 году были оцифрованы и выложены в открытом доступе плёнки (фотографии) «Хассельблада», использовавшегося в программе «Аполлон» с 1968 по 1972 годы[28].